# إد هوك (سياسي)
إد هوك هو سياسي أمريكي، ولد في 11 سبتمبر 1950 في مقاطعة سميث في الولايات المتحدة. نشط حزبياً في الحزب الديمقراطي. وقد انتخب عضو مجلس ولاية فرجينيا ‏.